# Dysonia dentatithorax
Dysonia dentatithorax är en insektsart som beskrevs av Piza Jr. 1951. Dysonia dentatithorax ingår i släktet Dysonia och familjen vårtbitare. Inga underarter finns listade i Catalogue of Life.